# Francis Blanche
Francis Blanche (20 de julio de 1921 – 6 de julio de 1974) fue un actor, humorista y autor de nacionalidad francesa.

## Biografía
Su nombre completo era Francis-Jean Blanche, y nació en París, Francia, en el seno de una familia de artistas, entre los cuales figuraban actores teatrales como su padre, Louis Blanche, o un pintor, su tío Emmanuel Blanche. Con catorce años de edad, fue el más joven licenciado de Francia. 
Junto a Pierre Dac formó un dúo artístico, intérprete de numerosos sketches, entre ellos Le Sâr Rabindranath Duval (1957), y una serie radiofónica, Malheur aux barbus !, emitida desde 1951 a 1952 en France Inter (doscientos trece episodios). Los personajes e historias de la serie se reemitieron entre 1956 y 1960 en Europe 1 bajo el título de Signé Furax, en unos programas seguidos por un numeroso público. También con Pierre Dac, creó el show Parti d'en rire. 
Blanche fue también inventor y autor de las bromas telefónicas que se difundieron de manera regular en la radio de los años 1960. Además, fue autor de poemas, letras de canciones (un total de 673) como Débit de l'eau, débit de lait, cantada por Charles Trenet, o Le complexe de la truite, interpretada por Les Frères Jacques. Como actor teatral, destacó actuando en las obras Tartufo y Néron. 
Paralelamente a su carrera teatral, trabajó como actor cinematográfico, actividad que complementó con la de guionista. Quizás su actuación más conocida fue la del Obersturmführer Schulz, junto a Brigitte Bardot, en Babette s'en va-t-en guerre (1959). Blanche fue uno de los actores favoritos de Georges Lautner, director con el que hizo, entre otras películas, Les Tontons flingueurs (1963), y Les Barbouzes (1964). 
Francis Blanche falleció a causa de un ataque al corazón en París en 1974, a los cincuenta y dos años de edad, probablemente como consecuencia de un tratamiento negligente de una diabetes mellitus tipo 1. Fue enterrado en Èze. Muy afectado, Pierre Dac (ochenta y un años) fallecería unos meses más tarde. 

## Escritor y letrista
En el ámbito teatral, Francis Blanche fue autor de las comedias, escritas junto a Albert Husson, Adieu Berthe y Un Yaourt pour deux. Les escargots meurent debout fue un espectáculo burlesco que escribió e interpretó, al igual que Chipolata, saucisson show, pieza en la que también actuaba Pierre Dac. 
Blanche fue también autor de diversas obras literarias como Mon oursin, una colección de poemas, y Pensées, répliques et anecdotes, una colección de textos humorísticos ilustrada por Cabu y publicada en Le Cherche midi. 
Además, fue letrista de alrededor de cuatrocientas canciones de los estilos más diversos. Algunos de los éxitos de los años 1940 en los que colaboró fueron: Débit de lait, débit de l'eau, canción escrita en colaboración con Charles Trenet en 1943; Le Gros Bill (1945), tema de Ralph Marbot; Frénésie (1946), con música de Alberto Domínguez; Bésame mucho (1941), con música de Consuelo Velázquez, tema del que escribió la letra francesa; Chanson aux nuages, con música de Francis Lopez y cantada por Tino Rossi en 1945; Le Prisonnier de la Tour, música de Gérard Calvi e interpretada por Édith Piaf en 1948. Otros temas escritos por él fueron Ça tourne pas rond dans ma p'tite tête, Il était un petit homme, La fille du gangster, Le général à vendre y Psychose. También adaptó al francés canciones como White Christmas (de Irving Berlin), The Ballad of Davy Crockett (de George Bruns) y Póliushko pole (canción rusa de Lev Knipper). 
Blanche hizo letras cómicas basándose en obras clásicas, como fue el caso de Le Complexe de la Truite, cantada por Les Frères Jacques con la música del lied "La Trucha" (de Franz Schubert); La Pince à linge, interpretada por Les Quatre Barbus con música de la Sinfonía n.º 5 de Beethoven ; también cantada por Les Quatre Barbus fue Honneur aux barbus, con el motivo de Figaro en El barbero de Sevilla, de Gioachino Rossini. Parti d'en rire, basada en la música de Bolero de Ravel, fue cantada por Francis Blanche y Pierre Dac. Además de todo ello, escribió un texto de acompañamiento para El carnaval de los animales, de Camille Saint-Saëns. 

## Filmografía completa
- 1942 : Frédérica, de Jean Boyer
- 1948 : L'assassin est à l'écoute, de Raoul André (también coguionista)
- 1949 : Tire au flanc, de Fernand Rivers
- 1950 : Ils ont vingt-ans, de René Delacroix
- 1950 : Une fille à croquer, de Raoul André (también guionista)
- 1951 : Un curieux cas d'amnésie, de Henri Verneuil
- 1952 : Minuit quai de Bercy, de Christian Stengel
- 1953 : Faites-moi confiance, de Gilles Grangier (también guionista y autor de las canciones)
- 1954 : Ah ! les belles bacchantes, de Jean Loubignac (autor de las canciones)
- 1954 : Der Zarewitsch, de Arthur Maria Rabenalt (solo autor de las canciones)
- 1956 : Honoré de Marseille, de Maurice Regamey
- 1956 : La Polka des menottes, de Raoul André
- 1956 : La vie est belle, de Roger Pierre y Jean-Marc Thibault
- 1957 : Tous peuvent me tuer, de Henri Decoin
- 1957 : Monsieur Victor, ou la machine à retrouver le temps, de Jean Image
- 1958 : À pied, à cheval et en spoutnik, de Jean Dréville
- 1958 : Les Motards, de Jean Laviron
- 1958 : Le train de 8h47, de Jack Pinoteau
- 1958 : Le Petit Prof, de Carlo Rim
- 1958 : Pourquoi viens-tu si tard ?, de Henri Decoin
- 1958 : Toto a Parigi, de Camillo Mastrocinque
- 1959 : L'Increvable, de Jean Boyer
- 1959 : Babette s'en va-t-en guerre, de Christian-Jaque
- 1959 : Certains l'aiment froide, de Jean Bastia
- 1959 : La Jument verte, de Claude Autant-Lara
- 1959 : Match contre la mort, de Claude Bernard-Aubert
- 1959 : Vive le duc, de Jean Landier y Michel Romanoff
- 1960 : A noi piace freddo, de Steno
- 1960 : Anonima cocottes, de Camillo Mastrocinque
- 1960 : La Française et l'Amour -Sketch "Le divorce"-, de Christian-Jaque
- 1960 : Le olimpiade dei mariti, de Giorgio Bianchi
- 1960 : L'Ours, de Edmond Séchan
- 1960 : Le pillole di Ercole, de Luciano Salce
- 1960 : Les Pique-assiette, de Jean Girault
- 1960 : Un couple, de Jean-Pierre Mocky
- 1961 : Vive Henri IV, vive l'amour, de Claude Autant-Lara
- 1961 : Il ratto delle Sabine, de Richard Pottier
- 1961 : En plein cirage, de Georges Lautner
- 1961 : Le Septième Juré, de Georges Lautner
- 1961 : Les Livreurs, de Jean Girault
- 1961 : Les Menteurs, de Edmond T. Gréville
- 1961 : Mani in alto, de Giorgio Bianchi
- 1961 : Les Petits Matins, de Jacqueline Audry
- 1961 : La Planque, de Raoul André
- 1961 : La ragazza di mille mesi, de Steno
- 1961 : Snobs !, de Jean-Pierre Mocky
- 1962 : L'Abominable Homme des douanes, de Marc Allégret
- 1962 : Accroche-toi, y'a du vent, de Bernard Roland
- 1962 : Clémentine chérie, de Pierre Chevalier
- 1962 : Tartarin de Tarascon, de Francis Blanche y Raoul André
- 1962 : La Vendetta, de Jean Chérasse
- 1962 : Les Vierges, de Jean-Pierre Mocky
- 1963 : Les Bricoleurs, de Jean Girault
- 1963 : Les Veinards, Sketch « le repas gastronomique », de Jean Girault
- 1963 : Un drôle de paroissien, de Jean-Pierre Mocky
- 1963 : Les Tontons flingueurs, de Georges Lautner
- 1963 : Dragées au poivre, de Jacques Baratier
- 1964 : El tulipán negro, de Christian-Jaque
- 1964 : Les Plus Belles Escroqueries du monde, Sketch "L'homme qui vendit la Tour Eiffel". de Claude Chabrol
- 1964 : Des pissenlits par la racine, de Georges Lautner
- 1964 : Les Pieds nickelés, de Jean-Claude Chambon
- 1964 : La Chasse à l'homme, de Édouard Molinaro
- 1964 : La Chance et l'Amour, Sketch "La chance du guerrier", de Claude Berri
- 1964 : Les Gros Bras, de Francis Rigaud
- 1964 : Les Gorilles, de Jean Girault
- 1964 : Les Barbouzes, de Georges Lautner
- 1964 : Requiem pour un caïd, de Maurice Cloche
- 1964 : Le Repas des fauves, de Christian-Jaque
- 1964 : La Grande Frousse, de Jean-Pierre Mocky
- 1964 : Jaloux comme un tigre, de Darry Cowl y Maurice Delbez
- 1965 : La Bonne Occase, de Michel Drach
- 1965 : Les Baratineurs, de Francis Rigaud
- 1965 : Pas de caviar pour tante Olga, de Jean Becker
- 1965 : La Tête du client, de Jacques Poitrenaud
- 1965 : Les Enquiquineurs, de Roland Quignon
- 1965 : Galia, de Georges Lautner
- 1966 : La Sentinelle endormie, de Jean Dréville
- 1966 : Les malabars sont au parfum, de Guy Lefranc
- 1966 : Du mou dans la gâchette, de Louis Grospierre
- 1967 : Les Compagnons de la marguerite, de Jean-Pierre Mocky
- 1967 : Le Canard en fer blanc, de Jacques Poitrenaud
- 1967 : La Grande Sauterelle, de Georges Lautner
- 1967 : Le Plus Vieux Métier du monde, Sketch "Aujourd'hui", de Claude Autant-Lara
- 1967 : Belle de jour, de Luis Buñuel
- 1967 : La Feldmarescialla, de Steno
- 1967 : Le grand bidule, de Raoul André
- 1968 : Ces messieurs de la famille, de Raoul André
- 1968 : Les Gros Malins, de Raymond Leboursier
- 1968 : La Grande Lessive !, de Jean-Pierre Mocky
- 1969 : Faites donc plaisir aux amis, de Francis Rigaud
- 1969 : Erotissimo, de Gérard Pirès
- 1969 : Le Bourgeois gentil mec, de Raoul André
- 1969 : Un merveilleux parfum d'oseille, de Rinaldo bassi
- 1969 : Je, tu, elles, de Peter Foldès
- 1969 : Au frais de la princesse, de Roland Quignon
- 1969 : Poussez-pas grand-père dans les cactus, de Jean-Claude Dague
- 1969 : Salut Berthe, de Guy Lefranc
- 1969 : Midi à 14 heures, de Peter Foldès
- 1970 : Ces messieurs de la gâchette, de Raoul André
- 1970 : L'Étalon, de Jean-Pierre Mocky
- 1970 : Êtes-vous fiancée à un marin grec ou à un pilote de ligne ?, de Jean Aurel
- 1970 : Les Jambes en l'air, de Jean Dewever
- 1971 : La Grande Java, de Philippe Clair
- 1971 : Al onorevole piaccione le donne, de Lucio Fulci
- 1971 : Il furto e l'anima del commercio, de Bruno Corbucci
- 1971 : La Grande Maffia, de Philippe Clair
- 1971 : Qu'est-ce qui fait courir les crocodiles ?, de Jacques Poitrenaud
- 1972 : L'Odeur des fauves, de Richard Balducci
- 1972 : Le Solitaire, de Alain Brunet
- 1973 : Quand c'est parti, c'est parti, de Denis Héroux
- 1973 : I raconti romani di un'ex novizia, de Pino Tosini
- 1973 : L'Histoire très bonne et très joyeuse de Colinot trousse-chemise, de Nina Companeez
- 1973 : La Dernière Bourrée à Paris, de Raoul André
- 1973 : Il terrore con gli occhi storti, de Steno
- 1973 : La Grande Bouffe, de Marco Ferreri
- 1974 : Dites-le avec des fleurs, de Pierre Grimblat
- 1974 : France société anonyme, de Alain Corneau
- 1974 : Par le sang des autres, de Marc Simenon
- 1974 : OK patron, de Claude Vital
- 1974 : Une baleine qui avait mal aux dents, de Jacques Bral
- 1974 : Un linceul n'a pas de poches, de Jean-Pierre Mocky

## Guionista
- 1973 : La Grande Bouffe, de Marco Ferreri
- 1981 : Signé Furax, de Marc Simenon

## Televisión
- 1965 : Le Bonheur conjugal, serie de Jacqueline Audry
- 1966 : La Morale de l'histoire, de Claude Dagues
- 1970 : Les Aventures d'Alice au pays des merveilles, de Jean-Christophe Averty
- 1970 : Au théâtre ce soir : Adieu Berthe, de Allen Boretz y John Murray, escenografía de Jacques Charon, dirección de Pierre Sabbagh, Teatro Marigny

## Teatro
- 1948 : Les Branquignols, Teatro La Bruyère
- 1953 : Ah ! les belles bacchantes, de Robert Dhéry, Francis Blanche y Gérard Calvi, escenografía de Robert Dhéry, Teatro Daunou
- 1956 : La Belle Arabelle, de Marc-Cab y Francis Blanche, con los Frères Jacques, escenografía de Yves Robert, Teatro de la Porte Saint-Martin[2]
- 1960 : L'Étouffe-Chrétien, de Félicien Marceau, escenografía de André Barsacq, Teatro de la Renaissance
- 1961 : Tartufo, de Molière, escenografía de Jean Meyer, Théâtre du Palais-Royal
- 1964 : Les escargots meurent debout, de Francis Blanche, escenografía de Jean Le Poulain, Teatro Fontaine
- 1968 : Adieu Berthe, de John Murray y Allen Boretz, escenografía de Jacques Charon, Théâtre des Bouffes-Parisiens
- 1969 : Adieu Berthe, de John Murray y Allen Boretz, escenografía de Jacques Charon, Teatro des Célestins
- 1973 : Un yaourt pour deux, de Stanley Price, escenografía de Michel Roux, Teatro Gramont